# Bundesstraße 171
De Bundesstraße 171 (ook wel B171) is een weg in de Duitsland deelstaat Saksen.
Ze begint bij Wolkenstein en loopt verder langs de steden Marienberg, Olbernhau en verder naar Dippoldiswalde-Unternaundorf. Ze is ongeveer 71 km lang.
Routebeschrijving
Ze begint in het stadsdeel Gehringswalde van Wolkenstein op een kruising met de B101. De B171 vormt de rondweg van Wolkenstein en loopt vervolgens door Marienberg waar men in het oosten van de stad de B174 kruist. De B171 loopt verder nog door Zöblitz, Pfaffroda, Sayda, Rechenberg-Bienenmühle, Frauenstein en Hartmannsdorf waarna ze eindigt op een kruising met de B170 in het stadsdeel Schmiedeberg van Dippoldiswalde.
B1 · B2 · B4 · B6 · B6n · B7 · B19 · B27 · B62 · B71 · B71n · B79 · B80 · B81 · B84 · B85 · B86 · B87 · B88 · B89 · B90 · B91 · B92 · B93 · B94 · B95 · B96 · B97 · B98 · B99 · B100 · B101 · B107 · B115 · B156 · B169 · B170 · B171 · B172 · B172a · B172b · B173 · B174 · B175 · B176 · B178 · B180 · B181 · B182 · B183 · B183a · B184 · B185 · B186 · B187 · B187a · B188 · B189 · B190 · B190n · B242 · B243 · B244 · B245 · B245a · B246 · B246a · B247 · B248 · B248a · B249 · B250 · B278 · B280 · B281 · B282 · B283 · B285